# Castelo de Vert-Bois

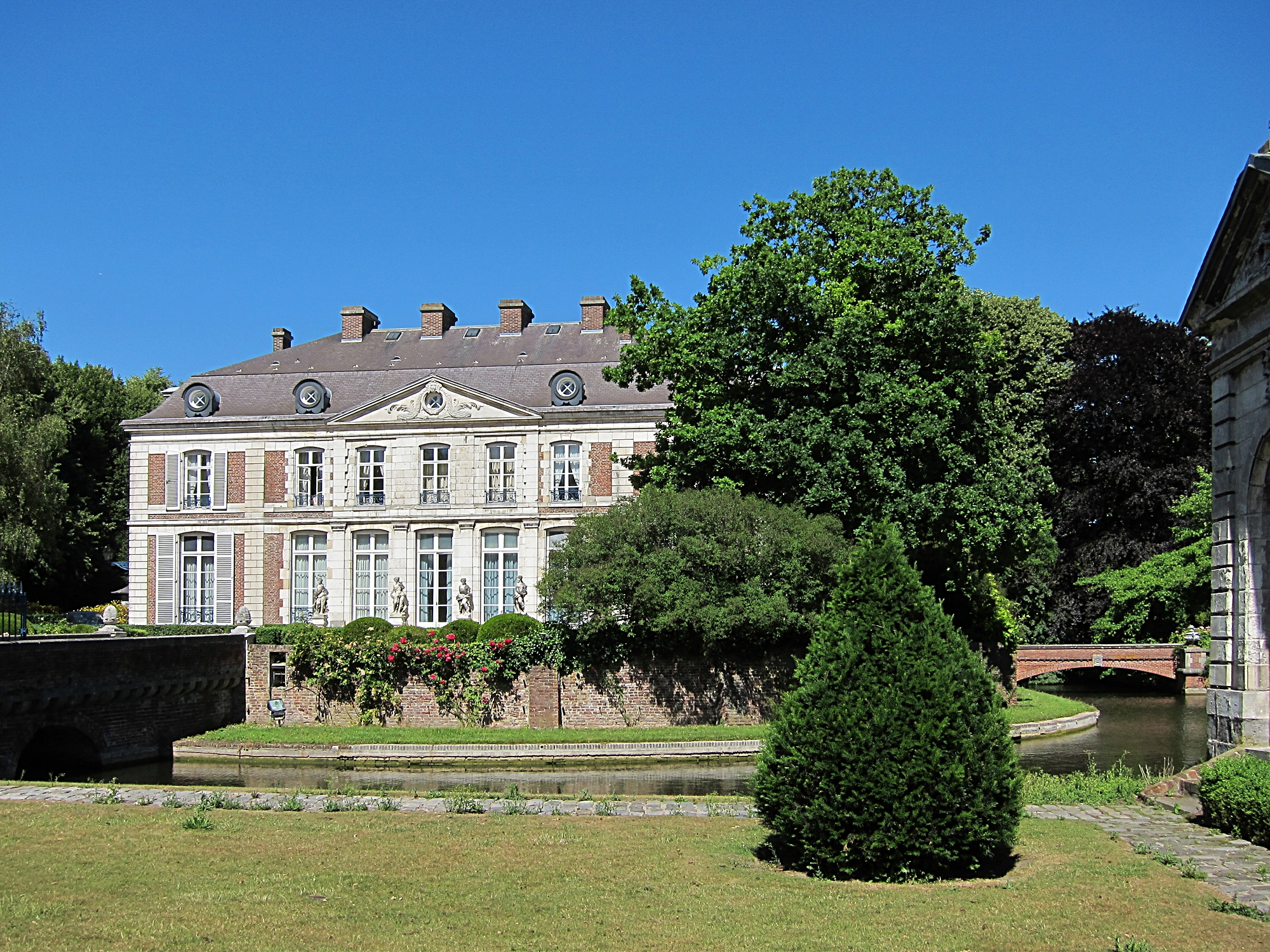
O Château du Vert-Bois, em Bondues.

O Château du Vert-Bois é um castelo histórico em Bondues, Nord, na França. Foi concluído em 1777 Está listado como um monumento histórico oficial desde 1962.